# Semomesia capanea
Espèce
Semomesia capanea est une espèce d'insectes lépidoptères appartenant à la famille  des Riodinidae et au genre Semomesia.

## Taxonomie
Semomesia capanea a été décrit par Pieter Cramer en 1779 sous le nom de Papilio capanea

### Sous-espèces
- Semomesia capanea capanea, présent en Guyane, au Surinam et au Brésil.
- Semomesia capanea ionima Stichel, 1910; présent au Brésil.
- Semomesia capanea sodalis Stichel, 1919; présent au Pérou[1].

### Nom vernaculaire
Il se nomme Capanea Eyemark en anglais.

## Description
L'imago mâle de Semomesia capanea a une couleur de fond bleu clair métallique, avec au centre des ailes antérieures un gros ocelle noir triplement pupillé de points bleu, et une ornementation formée aux ailes antérieures d'une bordure noire plus large à l'apex doublée d'une large ligne noire et d'une tache noire, et aux ailes postérieures d'une fine bordure noire et de plusieurs fines lignes noires parallèles à cette bordure.
Le dimorphisme sexuel est très marqué, l'imago femelle étant brun à lignes blanchâtres.
Semomesia capanea sodalis et Semomesia capanea capanea forme formosa sont beige rayées de marron, les mêmes gros ocelles centraux aux antérieures, et aux antérieures une large bordure marron doublée d'une large bande blanche.

## Écologie et distribution
Semomesia capanea est présent en Guyane, au Surinam, au Brésil et au Pérou.

### Biotope
Il réside dans la forêt tropicale.

### Protection
Pas de statut de protection particulier.